# العسل البري (مسرحية)
العسل البري (بالإنجليزية: Wild Honey) هي مسرحية من تأليف الكاتب البريطاني مايكل فريّن، مبنية على نص مسودة غير منشورة لمسرحية كتبها أنطون تشيخوف في عام 1880 بعنوان بلاتونوف. تم تقديم المسرحية لأول مرة في المسرح الوطني في لندن عام 1984.
الخلفية
نص المسرحية مستوحى من عمل مبكر لتشيخوف غالبًا ما يُشار إليه باسم بلاتونوف، وهو نص طويل وغير مكتمل لم يتم عرضه على المسرح أثناء حياة الكاتب. قام مايكل فريّن بإعادة صياغة النص وتحريره ليصبح أكثر ملاءمة للعرض المسرحي الحديث، مع الحفاظ على الروح الدرامية والموضوعات التي تميز أسلوب تشيخوف.
العرض الأول
أُنتج العرض الأول للمسرحية في المسرح الوطني بلندن عام 1984، من إخراج كريستوفر موراه، ولعب الممثل إيان ماكلين دور البطولة بشخصية ألكسندر بلاتونوف، المعلم الذي يجد نفسه متورطًا عاطفيًا مع عدة نساء في الريف الروسي. لاقى العرض إشادة نقدية كبيرة، وحصل إيان ماكلين على جائزة لورانس أوليفييه لأفضل ممثل عن أدائه في هذا الدور.
الإنتاجات اللاحقة
تم عرض عسل بري في برودواي في عام 1986، إلا أنه لم يحقق النجاح الذي حققه في لندن، حيث لاقى استقبالا نقديًا متفاوتًا. كما عُرضت المسرحية في عدة إنتاجات دولية، وتُرجم النص إلى لغات متعددة.
في عام 2010، أُنتجت نسخة إذاعية من المسرحية من قِبل محطة BBC Radio 7، قام ببطولتها الممثل ديفيد تينانت.
الشخصيات
تتمحور المسرحية حول شخصية بلاتونوف، رجل معقد وساخر، يجد نفسه ممزقًا بين التزاماته الأخلاقية وعواطفه. تدور الأحداث في الريف الروسي وتستكشف مواضيع مثل الحب، الخيانة، والأزمات الوجودية.
الاستقبال النقدي
أشادت النقاد بالإعداد المسرحي لفريّن، معتبرين أنه نجح في نقل روح تشيخوف بأسلوب عصري وسلس. وقد حظي العرض الأصلي في لندن بقبول واسع من الجمهور والنقاد على حد سواء، واعتُبر من أبرز الأعمال التي جسدت نصًا مفقودًا لتشيخوف بطريقة مبتكرة.